# Caballero Negro (Monty Python)
El Caballero Negro (Black Knight en inglés) es un personaje ficticio de la película Monty Python and the Holy Grail creado por el grupo Monty Python. Como su nombre indica, es un caballero que viste una armadura de color negro y cuyo aspecto es como el de las leyendas artúricas.
Destaca su habilidad con la espada, sin embargo, a medida que entabla un combate frente a su rival, este irá perdiendo una por una sus extremidades. Aun así, se niega a rendirse tan fácilmente para sorpresa y frustración de su contendiente: el Rey Arturo
Es el encargado de custodiar un puente (aunque en realidad se trata de pequeños tablones de madera) sobre el que cruza un riachuelo cuya profundidad no tendría que ser problema alguno para que el Rey Arturo pudiese cruzarlo, sin embargo y por razones desconocidas decide no hacerlo.

## Resumen
En la película, el Rey Arturo y su escudero Patsy (Graham Chapman y Terry Gilliam) viajan a través de un bosque, donde observan como el Caballero Negro (John Cleese) se enfrenta en un duelo con otro Verde en un puente sobre un riachuelo. Al ver como este da muerte a su oponente.
Maravillado por lo que acaba de presenciar, Arturo le felicita y le ofrece un puesto en su Mesa Redonda (cuadrada en España). Sin embargo el caballero, lejos de responder, se mantiene firme en su puesto y se niega a darle permiso para pasar. Aunque, Arturo mantiene una postura dialogante con él, al final opta por combatirle. Al cabo de un breve periodo de tiempo, Arturo le inflige una seria herida que le cuesta el brazo izquierdo a su [ahora] enemigo. Aun así, el caballero, lejos de rendirse vuelve a la carga alegando haber visto "heridas peores", tan solo para perder el derecho.
Una vez desarmado, Arturo asume su victoria y acto seguido se arrodilla para rezar, pero para su sorpresa, el caballero se lía a patadas con este al que acusa de cobarde por "negarse a luchar". Cuando Arturo señala su falta de extremidades superiores, este insiste en que tan solo son "heridas superficiales". Finalmente, opta por cortarle las piernas: primero la derecha, y después la izquierda al ver como pretende cabecearle.
Tras perder todas las extremidades, de él, tan solo queda el tronco y la cabeza. Al final, el caballero decide hacer tablas con su oponente, por lo que un hastiado Arturo junto con su escudero deciden retomar su camino, no sin antes oír como el Caballero Negro le llama "cobarde" por huir y que además le "va a morder sus piernas".

## Detrás de las escenas
De acuerdo con el comentario de audio del DVD, Cleese, Palin e Idle afirmaron que para la escena se basaron en una historia contada por el profesor de Cleese en clase de inglés cuando iba al colegio. Dos luchadores de palé estuvieron enfrentándose en un combate tan intenso y largo, que al final los dos tan solo tenían fuerzas para inclinarse sobre el otro. Tan solo, al final, uno de los contendientes se retiró sobre su oponente al cerciorarse de que el otro había muerto y que había ganado el combate de esta manera. La moraleja de la historia, según el docente, es que "si nunca te rindes, es posible que nunca pierdas". El actor definió el relato como una "filosofía enfermiza". La historia pudo haber sido una adaptación modificada de la descripción del fallecimiento del luchador griego: Arraquión de Figalía, a quien se le adjudicó la victoria a nivel póstumo.
Cleese declaró que la escena podría haber sido atroz y sádica de no haber sido porque el Caballero Negro continuaba luchando sin mostrar signos de dolor alguno a pesar las heridas de gravedad. A parte, a medida que avanzaba la escena, Arturo empezaba a sentirse cada vez más molesto hasta el punto que su vocabulario en los diálogos cambia de estilo desde la época medieval ("Vos sois gallardos sin duda, Sir Caballero, pero la victoria es mía") hasta un vocabulario más moderno ("mira, estúpido bastardo. Ya no tienes brazos") y sarcástico ("qué vas a hacer, desangrarte sobre mí?") ante la actitud, todavía, desafiante.
Esta escena es una de las más conocidas del filme. La frase: "esto es solo un rasguño" es similar a la línea de Mercucio, personaje de Romeo y Julieta de William Shakespeare en la que se hace mención de su grave herida. Otra frase es: "es solo una herida superficial", la cual apareció en 1954 en un episodio de The Goon Show y que sirvió de inspiración a los Monty Python.

### Interpretación
El personaje fue interpretado por dos actores: John Cleese y por Richard Burton (no confundir con el actor galés homónimo), un lugareño cojo que trabajaba de herrero en las inmediaciones donde tuvo lugar el rodaje. Esto se debió a que Cleese no podía balancearse correctamente con una sola pierna, razón por la que fue sustituido hasta que el personaje en cuestión perdió la segunda pierna.
El caballero también apareció en la adaptación musical siendo la escena más complicada de la obra de acuerdo con Eric Idle. En esta ocasión, Penn y Teller tuvieron que valerse del ilusionismo para recrear el acto.